# Steve Guppy
Steve Guppy, nome completo Stephen Andrew Guppy (Winchester, 29 marzo 1969), è un ex calciatore inglese, di ruolo centrocampista.

## Palmarès

### Club

#### Competizioni nazionali
- Coppa di Lega inglese: 1

Leicester City: 1999-2000
- Campionato scozzese: 1

Celtic: 2001-2002
- FA Trophy: 3

Wycombe: 1990-1991, 1992-1993
Stevenage Borough: 2006-2007
- Conference League Cup: 1

Wycombe: 1991-1992
- Conference League: 1

Wycombe: 1992-1993